# Cortodera imrasanica
Cortodera imrasanica är en skalbaggsart som beskrevs av Gianfranco Sama och Rapuzzi 1999. Cortodera imrasanica ingår i släktet Cortodera och familjen långhorningar. Inga underarter finns listade i Catalogue of Life.